# Manuel Poggiali
Manuel Poggiali   (Borgo Maggiore, 14 de febrer de 1983) és un antic pilot de motociclisme de San Marino que va guanyar dos Campionats del Món: el de 125cc el 2001 i el de 250cc el 2003.

## Carrera esportiva
Poggiali va començar a competir amb Minibikes el 1994 i va debutar als Gran Premis a només quinze anys el 1998, l'any que guanyà el Campionat d'Itàlia de 125cc. El 1999 va seguir tot el mundial de 125cc i durant els dos anys següents en fou una de les joves promeses, aconseguint un primer podi a Assen el 2000. El 2001 va guanyar el títol amb una Gilera. Va romandre als 125cc el 2002 i obtingué set podis en les vuit primeres curses, però no va poder defensar el seu títol amb èxit davant d'Arnaud Vincent.
El 2003 va pujar als 250cc i va esdevenir el tercer campió, després de Freddie Spencer i Tetsuya Harada, a guanyar-ne el títol al primer intent, amb victòries a les dues primeres curses de la temporada. Tanmateix, va tenir un 2004 decebedor i únicament va poder acabar novè a la general, amb només tres podis.
El 2005 va tornar als 125cc i va tornar a decebre, sense aconseguir ni un sol podi. El 2006 va tornar als 250cc amb l'equip KTM, però no li van renovar el contracte per al 2007. Tot i que va rebre algunes ofertes d'equips de 125cc, 250cc i Superbike, va decidir de rebutjar-les i prendre's un any sabàtic, amb l'esperança d'obtenir-ne de millors per al 2008. A finals del 2007 va anunciar que entraria a l'equip Campetella Racing com a company de Fabrizio Lai per a la temporada següent. Finalment, va decidir de retirar-se a mitjan temporada després de constatar que havia perdut la motivació.
Poggiali també és futbolista i ha jugat alguns partits durant diversos anys al Pennarossa, un club de futbol de San Marino. El 2013 va tornar a les curses de motos i va participar al Campionat d'Itàlia de Superbike amb la Scuderia Corse Team Grandi a bord d'una Ducati 1199 Panigale. Va acabar la temporada al catorzè lloc de la general amb un segon lloc a la penúltima cursa de l'any, a Mugello, com a millor resultat. El 2014 va signar per al Barni Racing Team i va córrer-hi amb una Ducati 1199 Panigale, acabant onzè a la general.

## Resultats al Mundial de motociclisme
Font:
Barem de puntuació de 1993 ençà:
| Posició | 1  | 2  | 3  | 4  | 5  | 6  | 7 | 8 | 9 | 10 | 11 | 12 | 13 | 14 | 15 |
| Punts   | 25 | 20 | 16 | 13 | 11 | 10 | 9 | 8 | 7 | 6  | 5  | 4  | 3  | 2  | 1  |

(Ids. Grans Premis | Llegenda) (Curses en negreta indiquen pole; curses en  itàlica indiquen volta ràpida)
| Any  | Categoria | Moto    | 1      | 2       | 3       | 4       | 5       | 6       | 7       | 8       | 9       | 10      | 11      | 12      | 13     | 14      | 15     | 16      | 17  | Pos | Pts |
| ---- | --------- | ------- | ------ | ------- | ------- | ------- | ------- | ------- | ------- | ------- | ------- | ------- | ------- | ------- | ------ | ------- | ------ | ------- | --- | --- | --- |
| 1999 | 125cc     | Aprilia | MAL 12 | JPN 18  | ESP 9   | FRA Ret | ITA 13  | CAT Ret | NED 13  | GBR Ret | GER 11  | CZE     | IMO 8   | VAL Ret | AUS 9  | RSA Ret | BRA 7  | ARG Ret |     | 17è | 46  |
| 2000 | 125cc     | Aprilia | RSA    | MAL     | JPN     | ESP 9   | FRA 8   | ITA Ret | CAT Ret | NED 3   | GBR Ret | GER Ret | CZE 12  | POR Ret | VAL 14 | BRA Ret | PAC 11 | AUS 5   |     | 16è | 53  |
| 2001 | 125cc     | Gilera  | JPN 5  | RSA 2   | ESP Ret | FRA 1   | ITA 3   | CAT 3   | NED Ret | GBR 3   | GER 3   | CZE Ret | POR 1   | VAL 1   | PAC 2  | AUS 2   | MAL 2  | BRA 5   |     | 1r  | 241 |
| 2002 | 125cc     | Gilera  | JPN 3  | RSA 1   | ESP DSQ | FRA 2   | ITA 1   | CAT 1   | NED 2   | GBR 3   | GER 4   | CZE 5   | POR Ret | BRA 3   | PAC 2  | MAL 4   | AUS 1  | VAL 7   |     | 2n  | 254 |
| 2003 | 250cc     | Aprilia | JPN 1  | RSA 1   | ESP 4   | FRA Ret | ITA 1   | CAT Ret | NED 4   | GBR 2   | GER 8   | CZE 3   | POR 2   | BRA 1   | PAC 3  | MAL 2   | AUS 9  | VAL 3   |     | 1r  | 249 |
| 2004 | 250cc     | Aprilia | RSA 4  | ESP Ret | FRA Ret | ITA 3   | CAT Ret | NED 7   | BRA 1   | GER Ret | GBR Ret | CZE 9   | POR 7   | JPN 17  | QAT    | MAL     | AUS 3  | VAL Ret |     | 9è  | 95  |
| 2005 | 125cc     | Gilera  | ESP 6  | POR 5   | CHN 12  | FRA 10  | ITA 6   | CAT 6   | NED 8   | GBR 25  | GER 11  | CZE 8   | JPN 6   | MAL 8   | QAT 7  | AUS 13  | TUR 11 | VAL Ret |     | 10è | 107 |
| 2006 | 250cc     | KTM     | ESP 11 | QAT 14  | TUR 15  | CHN 11  | FRA 17  | ITA 12  | CAT 11  | NED 10  | GBR Ret | GER 13  | CZE Ret | MAL 11  | AUS 13 | JPN 12  | POR 12 | VAL 8   |     | 14è | 50  |
| 2008 | 250cc     | Gilera  | QAT 14 | ESP Ret | POR 17  | CHN Ret | FRA 6   | ITA Ret | CAT 14  | GBR 14  | NED Ret | GER Ret | CZE DNS | SM      | INP    | JPN     | AUS    | MAL     | VAL | 19è | 16  |